# Proklos von Konstantinopel

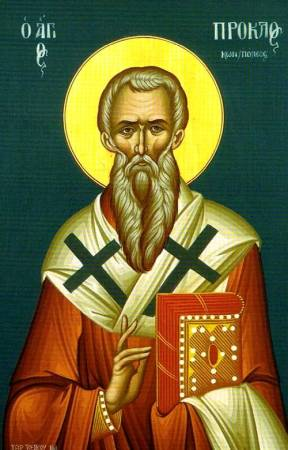
Proklos von Konstantinopel, Ikone

Proklos von Konstantinopel, griechisch Πρόκλος, lateinisch Proclus (* um 390; † 446 oder 447 in Konstantinopel), war Erzbischof von Konstantinopel von 434 bis 446. Er wird in der orthodoxen und römisch-katholischen Kirche als Heiliger verehrt. Sein Gedenktag ist der 20. November.

## Leben
Hauptquelle für die Biografie des Proklos ist die Kirchengeschichte des Sokrates Scholastikos († um 440). Demnach war Proklos schon als sehr junger Mann Lektor in Konstantinopel, studierte Rhetorik bei bedeutenden Lehrern und wurde Sekretär des Erzbischofs Atticus, der ihn zum Diakon und Priester weihte.
Als Atticus 425 starb, hätten viele ihn bereits gern als Nachfolger gesehen, die Wahl fiel jedoch auf Sisinnius. Dieser ernannte Proklos zum Erzbischof von Kyzikos in Mysien. Dort wünschte man sich jedoch einen Bischof aus den eigenen Reihen, und Proklos trat das Amt nicht an.
Nach Sisinnius’ Tod 427 sowie nach der Absetzung von dessen Nachfolger Nestorius durch das Konzil von Ephesos 431 galt Proklos jeweils wieder als Nachfolgekandidat, wurde jedoch erneut übergangen. Während des Episkopats von Nestorius hielt Proklos eine Predigt, in der er den Marientitel Theotokos verteidigte, wofür er von Nestorius gerügt wurde. Erst als Nestorius’ Nachfolger Maximian nach nur dreijähriger Amtszeit 434 starb, wurde Proklos unmittelbar, noch vor Maximians Beisetzung, als dessen Nachfolger eingesetzt.
In den christologischen Auseinandersetzungen der Zeit zeichnete sich Proklos, laut Sokrates Scholastikos, durch dogmatisch kompromissloses, menschlich jedoch konziliantes Vorgehen aus. Von armenischen Bischöfen über einige Theodor von Mopsuestia zugeschriebene Lehrmeinungen befragt, verurteilte er diese zwar, verneinte jedoch die Urheberschaft Theodors, der von den Armeniern hoch geschätzt wurde.
438 ließ Proklos die Reliquien des 407 in der Verbannung gestorbenen Johannes Chrysostomos feierlich nach Konstantinopel übertragen und in der Apostelkirche beisetzen.

## Legende
Proklos rehabilitierte posthum den heiligen Johannes Chrysostomus, und mit Proklos’ Namen ist die Einführung des Trisagion in die byzantinische Liturgie verbunden. Beide Tatsachen wurden legendarisch ausgestaltet. Proklos sei, so wird erzählt, als Knabe Schüler des Chrysostomus gewesen und dabei Zeuge der Erscheinung des Apostels Paulus geworden; auch habe ihm Chrysostomus die Weihen erteilt. Das Trisagion sei während einer Reihe schwerer Erdbeben offenbart worden. Während eines Bittgangs unter Führung des Erzbischofs sei ein Knabe von unsichtbarer Hand in den Himmel erhoben worden und habe nach seiner Rückkehr berichtet, wie die Engel das Trisagion sängen. Das Volk habe diesen Lobgesang aufgenommen und um den Ruf „Erbarme dich unser!“ erweitert. Daraufhin hätten die Beben aufgehört.